# 新现镇
新现镇，是中华人民共和国云南省红河哈尼族彝族自治州屏边苗族自治县下辖的一个乡镇级行政单位。
2015年10月27日，云南省人民政府批复同意撤销新现乡，设立新现镇。

## 行政区划
新现镇下辖以下地区：
新现村、洗马塘村、底咪村、水塘村、吉咪村、期咪村、座斗村、永胜村、西沙底村、田心村、马卡村和水田村。